# Artibeus amplus
Artibeus amplus (Handley, 1987) è un pipistrello della famiglia dei Fillostomidi diffuso nell'America meridionale.

## Descrizione

### Dimensioni
Pipistrello di medie dimensioni, con la lunghezza totale tra 80 e 104 mm, la lunghezza dell'avambraccio tra 65 e 75,3 mm, la lunghezza del piede tra 17 e 20 mm e la lunghezza delle orecchie tra 18 e 26 mm.

### Aspetto
La pelliccia è corta e si estende fino alle zampe ed alla superficie ventrale degli avambracci. Le parti dorsali variano dal marrone al bruno-nerastro, mentre le parti ventrali sono bruno-nerastre, con le punte dei peli biancastre. Il muso è corto e largo. La foglia nasale è ben sviluppata, lanceolata e con la porzione inferiore saldata al labbro superiore. Due strisce chiare ben distinte sono presenti su ogni lato del viso, la prima si estende dall'angolo esterno della foglia nasale fino a dietro l'orecchio, mentre la seconda parte dall'angolo posteriore della bocca e termina alla base del padiglione auricolare. Il labbro inferiore ha una verruca al centro circondata da altre piccole verruche. Le orecchie sono bruno-nerastre e più chiare alla base. Le membrane alari sono nerastre. È privo di coda, mentre l'uropatagio è ridotto ad una sottile membrana lungo la parte interna degli arti inferiori ed è leggermente ricoperto di peli e con il margine libero frangiato. Il calcar è corto. Sono presenti 3 molari su ogni semi-arcata dentaria.

## Biologia

### Comportamento
Si rifugia nella zona di penombra delle grotte.

### Alimentazione
Si nutre di frutta di specie native di Ficus e di nettare.

### Riproduzione
Femmine gravide sono state osservate in Venezuela durante il mese di febbraio, in Suriname a novembre mentre altre in allattamento in Venezuela nei mesi di febbraio e aprile e in Colombia a maggio.

## Distribuzione e habitat
Questa specie è diffusa nella Colombia nord-orientale, Venezuela occidentale e meridionale, Guyana e Suriname.
Vive nelle foreste sempreverdi vicino a corsi d'acqua e in zone più aperte come campi coltivati e frutteti, Llanos, foreste a galleria, foreste pluviali di pianura tra 24 e 1.200 metri di altitudine.

## Conservazione
La IUCN Red List, sebbene sia meno diffusa rispetto ai suoi congeneri, classifica A.amplus come specie a rischio minimo (Least Concern)).